# Russell Watson

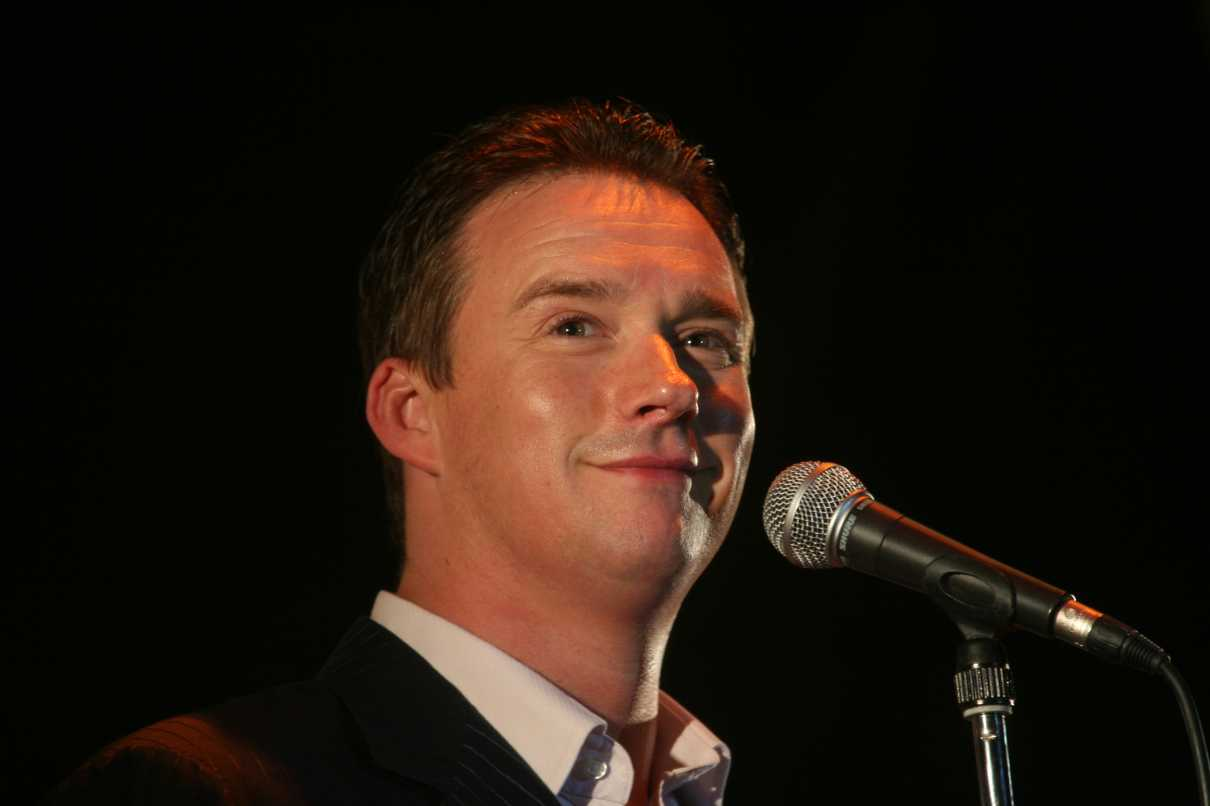
Russell Watson (2007)

Russell Watson (* 24. November 1966 in Salford, Vereinigtes Königreich) ist ein britischer Tenor.

## Leben
Watson singt seit seiner Kindheit, erhoffte sich jedoch nie eine Karriere als beruflicher Sänger, und begann daher in Manchester sein Einkommen als Fabrikarbeiter zu sichern. Da er seine Familie unterstützen musste, begann er zusätzlich Geld zu verdienen, indem er Lieder von Elvis Presley und Neil Diamond in Clubs und Kneipen sang.
Der Wendepunkt seiner beruflichen Laufbahn kam eines Nachts im Wigan Road Working Men’s Club, als der Geschäftsführer vorschlug, Watson könne versuchen Nessun dorma aus Giacomo Puccinis Oper Turandot zu singen. Obwohl er kein professionell ausgebildeter Sänger ist, sang er die Arie mehrfach und wurde ermutigt, weitere klassische Gesangsstücke aufzuführen.
1998 wurde er eingeladen, im Old Trafford während einer Pause des Spiels zum Gedenken an das Munich air disaster zu singen – ein großes Privileg für ihn, da er ein inbrünstiger Fan von Manchester United ist. Sein Auftritt wurde jedoch in letzter Minute abgesagt, als der Spieler Éric Cantona Mick Hucknall aufforderte, an Watsons Stelle zu singen.
1999 sang er die Nationalhymne beim Rugby-Cup-Finale im Wembley-Stadion, und schließlich im Old Trafford vor dem letzten Spiel der Saison der Ersten Liga zwischen Manchester United und Tottenham Hotspur. Nach dem von seiner Mannschaft gewonnenen Spiel ging er zurück aufs Spielfeld, um das Lied Barcelona von Freddie Mercury und Montserrat Caballé zu singen. Währenddessen riss er sich seinen Anzug vom Leibe, um ein Manchester-United-T-Shirt zu zeigen. Dieser Auftritt sicherte seinen Erfolg, und nur eine Woche später wurde er eingeladen, einen vollständigen Auftritt beim Finale der UEFA Champions League in Barcelona zwischen Manchester United und dem FC Bayern München zu singen – im Duett mit Montserrat Caballé.
Sein Debütalbum The Voice folgte im Jahr 2000, eine Mischung aus Arien und Popcovern. Es erreichte die Spitze der UK Classical Music Charts und schließlich auch Platz acht in den britischen Albumcharts. Gemeinsam mit dem Ex-Happy-Mondays-Sänger Shaun Ryder interpretiert Watson auf dem Album erneut das Lied Barcelona. The Voice enthält außerdem ein Duett mit Cleo von der Girlgroup Cleopatra im Lied Someone Like You. Cleo singt ein weiteres Duett mit Watson auf dessen drittem Album Reprise im Lied The Best That Love Can Be.
Watson sang 2001 die Titelmelodie Where My Heart Will Take Me für Star Trek: Enterprise ein. Das Lied wurde von Diane Warren geschrieben und im Original unter dem Titel Faith of the Heart als Teil des Soundtracks zum Film Patch Adams mit Robin Williams von Rod Stewart gesungen. 2003 wurde es für die dritte Staffel von Star Trek: Enterprise neu abgemischt, um dem Zuschauerschwund der Serie mit einer moderneren Interpretation des Titelliedes Herr zu werden. 2002 sang Watson live bei der Eröffnungszeremonie der Commonwealth-Spiele in England.
Er veröffentlichte Ende 2002 die Single Nothing Scared – A Song for Kirsty, um Geld für das Francis-House-Kinderheim in Manchester zu beschaffen. Die Kampagne, die fünf Millionen Pfund einbringen sollte, wurde von Kirsty Howard angeführt, einem damals siebenjährigen Mädchen mit einem schwerwiegenden Herzdefekt. Der Song erreichte Platz 17 in den UK Single Charts. Watson gewann einen Classical Brit Award für das Album des Jahres 2001 und 2002, und ebenfalls für das bestverkaufte Debütalbum (2001) und das bestverkaufte Album (2002).
In der Gesangs-Show Just the Two of Us der BBC war Watson der professionelle Gesangspartner der Schauspielerin Siân Reeves aus der TV-Serie Cutting It. Gemeinsam gewannen sie am 5. März 2006 die erste Staffel der Show. Ebenfalls im Jahr 2006 kam es zur Zusammenarbeit mit Jeff Wayne für die Live-Produktion des Musicals The War of the Worlds, von dem auch eine DVD erschienen ist. Im Jahr 2009 sang Watson in der Weltpremiere der englischsprachigen Konzertversion des Musicals Kristina från Duvemåla, das aus der Feder der ABBA-Komponisten Benny Andersson und Björn Ulvaeus stammt.
2022 nahm Watson als Cockroach an einer Spezialfolge der britischen Version von The Masked Singer für ehemalige I’m a Celebrity … Get Me Out of Here!-Kandidaten teil, bei der er den dritten Platz belegte.

## Diskografie

### Alben
| Jahr | Titel                               | Höchstplatzierung, Gesamtwochen, AuszeichnungChartplatzierungen (Jahr, Titel, Platzierungen, Wochen, Auszeichnungen, Anmerkungen) | Höchstplatzierung, Gesamtwochen, AuszeichnungChartplatzierungen (Jahr, Titel, Platzierungen, Wochen, Auszeichnungen, Anmerkungen) | Anmerkungen    |
| Jahr | Titel                               | UK | US | Anmerkungen    |
| ---- | ----------------------------------- | --- | --- | -------------- |
| 2000 | The Voice                           | UK5 ×2Doppelplatin · (44 Wo.)UK                                                                                                   | US90 (15 Wo.)US |                |
| 2001 | Encore                              | UK6 ×2Doppelplatin · (27 Wo.)UK                                                                                                   | US114 (7 Wo.)US |                |
| 2002 | Reprise                             | UK13 Platin · (9 Wo.)UK | — |                |
| 2004 | Amore Musica                        | UK10 Gold · (9 Wo.)UK | — |                |
| 2006 | The Voice – The Ultimate Collection | UK2 Platin · (14 Wo.)UK | — |                |
| 2007 | That’s Life                         | UK4 Gold · (10 Wo.)UK | — |                |
| 2007 | Outside In                          | UK14 Gold · (8 Wo.)UK | — |                |
| 2008 | The Ultimate Collection – Special   | UK17 Silber · (6 Wo.)UK | — |                |
| 2008 | The Voice – People Get Ready        | UK20 Gold · (6 Wo.)UK | — |                |
| 2010 | With Love from Russell Watson       | UK— GoldUK | — |                |
| 2010 | The Platinum Collection             | UK14 Gold · (8 Wo.)UK | — |                |
| 2010 | La Voce                             | UK13 Gold · (7 Wo.)UK | — |                |
| 2012 | Anthems                             | UK5 Silber · (8 Wo.)UK | — |                |
| 2013 | Onle One Man                        | UK17 (6 Wo.)UK | — |                |
| 2016 | True Stories                        | UK30 (3 Wo.)UK | — |                |
| 2018 | In Harmony                          | UK8 Gold · (9 Wo.)UK | — | mit Aled Jones |
| 2019 | Back in Harmony                     | UK7 (10 Wo.)UK | — | mit Aled Jones |
| 2020 | 20                                  | UK10 (7 Wo.)UK | — |                |
| 2022 | Christmas with Aled & Russell       | UK14 (6 Wo.)UK | — | mit Aled Jones |

### Singles
| Jahr | Titel Album                          | Höchstplatzierung, Gesamtwochen, AuszeichnungChartsChartplatzierungen (Jahr, Titel, Album, Platzierungen, Wochen, Auszeichnungen, Anmerkungen) | Anmerkungen     |
| Jahr | Titel Album                          | UK | Anmerkungen     |
| ---- | ------------------------------------ | --- | --------------- |
| 1999 | Swing Low ’99 –                      | UK38 (2 Wo.)UK |                 |
| 2000 | Barcelona –                          | UK68 (2 Wo.)UK | mit Shaun Ryder |
| 2002 | Someone Like You –                   | UK10 (7 Wo.)UK | mit Faye Tozer  |
| 2002 | Nothing Sacred - A Song for Kirsty – | UK17 (7 Wo.)UK |                 |
| 2006 | Can’t Help Falling in Love –         | UK69 (1 Wo.)UK |                 |

### Videoalben
- 2001: The Voice – Live (UK: Platin)
- 2002: Live (UK: Platin)
- 2011: Return of the Voice - Live at the Royal (UK: Gold)

## Auszeichnungen für Musikverkäufe
| Goldene Schallplatte - Australien - 2002: für das Album The Voice - Kanada - 2002: für das Album The Voice |

Anmerkung: Auszeichnungen in Ländern aus den Charttabellen bzw. Chartboxen sind in ebendiesen zu finden.
| Land/RegionAuszeichnungen für Musikverkäufe (Land/Region, Auszeichnungen, Verkäufe, Quellen) | Silber     | Gold       | Platin     | Verkäufe  | Quellen         |
| -------------------------------------------------------------------------------------------- | ---------- | ---------- | ---------- | --------- | --------------- |
| Australien (ARIA)                                                                            | —          | Gold1      | —          | 35.000    | aria.com.au     |
| Kanada (MC)                                                                                  | —          | Gold1      | —          | 50.000    | musiccanada.com |
| Vereinigtes Königreich (BPI)                                                                 | 2× Silber2 | 9× Gold9   | 8× Platin8 | 2.845.000 | bpi.co.uk       |
| Insgesamt                                                                                    | 2× Silber2 | 11× Gold11 | 8× Platin8 |           |                 |

## Bekanntester Song
- 2001/03: Where My Heart Will Take Me (Titellied der SF-Serie Star Trek: Enterprise, jedoch nicht als Single veröffentlicht)